# Leptomys arfakensis
Leptomys arfakensis és una espècie de rosegador de la família dels murins, que viu a Nova Guinea. El seu nom específic, arfakensis, li ve del seu lloc d'origen, les muntanyes Arfak, que es troben a la península Vogelkop, de l'oest de Nova Guinea.

## Descripció
Es tracta d'un rosegador de mida mitjana, amb una longitud aproximada de cap i cos d'uns 15 centímetres i una longitud de cua d'aproximadament 14 centímetres. Les seves extremitats posteriors fan uns 3,6 centímetres i les seves orelles uns 2 centímetres.
El seu pelatge és de color marró grisos a la part superior i d'un color crema pàl·lid a les parts inferiors. La cua no està coberta de pèls i té dos grups de bigotis força llargs a banda i banda del musell.
Aquesta espècie té una mida de cos més gran que les espècies Leptomys paulus i Leptomys ernstmayri, i lleugerament més petita que Leptomys elegans i Leptomys signatus. Morfològicament és més semblant a L. elegans, i més propera a aquesta espècie pel que fa a dimensions cranials, encara que es diferència per tenir una cos més petit, unes eminències hipotènars més pronunciades a les extremitats posteriors, la manca de la cúspide t7 a la segon molar superior, típica de la resta d'espècies excepte Leptomys paulus, i un molars més petits i estrets. Destaca en particular el seu excessivament reduït tercer molar (superior i inferior), i de vegades l'absència del tercer molar inferior.